# جزیره کوتز
جزیره کوتز (به انگلیسی: Coats Island) یک جزیره در کانادا است که در نوناووت واقع شده‌است.

## خصوصیات
جزیره کوتز Uninh نفر جمعیت دارد.